# Asperg
Asperg är en stad i Landkreis Ludwigsburg i regionen Stuttgart i Regierungsbezirk Stuttgart i förbundslandet Baden-Württemberg i Tyskland.  Asperg, som är beläget vid foten av Hohenasperg, har cirka 14 000 invånare.